# John Palsgrave
John Palsgrave, né vers 1480 à Londres et mort en 1554 dans le Northamptonshire, était un prêtre catholique à la cour de Henri VIII d'Angleterre. Il étudie à Paris, ce qui explique sa maîtrise du français. Il est l'auteur de Lesclarcissement de la langue francoyse (en français « moderne » L'éclaircissement de la langue française). Cet ouvrage, écrit en anglais malgré son titre français et publié en 1530 à Londres, est considéré comme la première grammaire de la langue française. Dédié à Henri VIII et à la princesse Mary, il s'adressait à des Anglais voulant apprendre le français.
L'Éclaircissement représente aussi un document intéressant pour l'histoire de la langue anglaise. Ce livre peut s'inspirer de grammairiens italiens. Il constitue notamment une étude des dix "accidents", comme il est dit dans le livre, des verbes personnels actifs (modes, nombres, personnes...). D'après son étude de cet ouvrage, le linguiste Jean-Claude Chevalier considère Palsgrave comme un humaniste ayant une volonté pédagogique.